# Новосади (Більський повіт)
Новосади (пол. Nowosady) — село в Польщі, у гміні Бранськ Більського повіту Підляського воєводства.
Населення — 40 осіб (2011).
У 1975-1998 роках село належало до Білостоцького воєводства.

## Демографія
Демографічна структура станом на 31 березня 2011 року:
|          | Загалом | Допрацездатний вік | Працездатний вік | Постпрацездатний вік |
| -------- | ------- | ------------------ | ---------------- | -------------------- |
| Чоловіки | 22      | 4                  | 9                | 9                    |
| Жінки    | 18      | 1                  | 8                | 9                    |
| Разом    | 40      | 5                  | 17               | 18                   |